# Deutsche Fußballmeisterschaft 1933/34
In der 27. deutschen Meisterschaftssaison 1933/34 gingen die Gleichschaltungen im deutschen Fußball durch die Nationalsozialisten, die bereits in der Endphase der Vorsaison begonnen hatten, weiter. Die sieben bestehenden traditionsreichen Regionalverbände wurden aufgelöst. An ihre Stelle trat zunächst der Reichsführerring für Leibesübungen, der im Januar 1934 zum Deutschen Reichsbund für Leibesübungen umgewandelt wurde. Der DRL umfasste 15 Fachämter, von denen Nr. 2 den deutschen Fußball betreute. Der Deutsche Fußball-Bund wurde zwar nicht aufgelöst, hatte aber praktisch keine Funktion mehr. Große Widerstände seitens der DFB-Funktionäre gab es dabei nicht.
Der Austragungsmodus der deutschen Meisterschaft wurde radikal umgestaltet. Mit der Auflösung der Regionalverbände wurden auch keine Regionalmeisterschaften mehr ausgetragen. An ihre Stelle trat zum ersten Mal eine reichsweit einheitliche Spielklasse, die Gauliga. Deutschland wurde fußballerisch in 16 Sportgaue eingeteilt, in denen im Regelfall eine zehn Mannschaften umfassende einstaffelige Liga eingerichtet wurde. Ausnahmen waren zunächst die Gaue Ostpreußen und Pommern, in den noch zwei Staffeln spielten. Dies stellte einen enormen Konzentrationsprozess im deutschen Fußball dar, denn in der Vorsaison existierten über 50 oft mehrstaffelige höchste Spielklassen, allein 22 in der Region Mitte.
Auch der Modus der deutschen Meisterschaftsendrunde wurde geändert. Qualifiziert waren zwar wie bisher 16 Mannschaften, die Meister der jeweiligen Gauligen, doch nahm man Abschied vom reinen K.-o.-System. Die 16 Teams spielten zunächst in vier Vorrundengruppen mit Hin- und Rückspiel. Die vier Gruppensieger erreichten das Halbfinale und spielten dann im K.-o.-System den deutschen Meister aus. Es gab keine Hin- und Rückspiele, sondern ein einmaliges Aufeinandertreffen der Kontrahenten an einem neutralen Ort.
Auch in diesem Jahr ging der Titel wieder nach Westdeutschland. Ein Jahr nach der Vizemeisterschaft errang der FC Schalke 04 seinen ersten deutschen Meistertitel. Im Finale besiegte man den Altmeister, den 1. FC Nürnberg, mit 2:1. Für die Nürnberger war es bereits die siebte Finalteilnahme.

## Teilnehmer an der Endrunde
| Verein               | Qualifiziert als                       |
| Preußen Danzig       | Meister der Gauliga Ostpreußen         |
| Viktoria Stolp       | Meister der Gauliga Pommern            |
| BFC Viktoria 1889    | Meister der Gauliga Berlin-Brandenburg |
| Beuthener SuSV       | Meister der Gauliga Schlesien          |
| Dresdner SC          | Meister der Gauliga Sachsen            |
| Hallescher FC Wacker | Meister der Gauliga Mitte              |
| Eimsbütteler TV      | Meister der Gauliga Nordmark           |
| Werder Bremen        | Meister der Gauliga Niedersachsen      |
| FC Schalke 04        | Meister der Gauliga Westfalen          |
| VfL Benrath          | Meister der Gauliga Niederrhein        |
| Mülheimer SV 06      | Meister der Gauliga Mittelrhein        |
| Borussia Fulda       | Meister der Gauliga Hessen             |
| Kickers Offenbach    | Meister der Gauliga Südwest            |
| SV Waldhof 07        | Meister der Gauliga Baden              |
| Union Böckingen      | Meister der Gauliga Württemberg        |
| 1. FC Nürnberg       | Meister der Gauliga Bayern             |

Quelle: VfL Benrath Kurmark-Cigaretten-Sammelbilder 1930/1931, Seite 12

## Gruppenspiele

### Gruppe A
| Pl. | Verein            | Sp. | S | U | N | Tore    | Quote | Punkte |
| --- | ----------------- | --- | - | - | - | ------- | ----- | ------ |
| 1.  | BFC Viktoria 1889 | 6   | 6 | 0 | 0 | 024:900 | 2,67  | 12:0   |
| 2.  | Beuthener SuSV    | 6   | 3 | 1 | 2 | 012:130 | 0,92  | 07:50  |
| 3.  | Viktoria Stolp    | 6   | 1 | 2 | 3 | 010:120 | 0,83  | 04:80  |
| 4.  | Preußen Danzig    | 6   | 0 | 1 | 5 | 006:180 | 0,33  | 01:11  |

| Datum          |                   | Ergebnis  | !Stadion                                           |
| -------------- | ----------------- | --------- | -------------------------------------------------- |
| 08. April 1934 | Viktoria Stolp    | 2:3 (0:2) | BFC Viktoria 1889 \|Stolp, Germania-Platz          |
| 08. April 1934 | Beuthener SuSV    | 2:1 (2:1) | SC Preußen Danzig \|Beuthen, Hindenburg-Stadion    |
| 15. April 1934 | BFC Viktoria 1889 | 4:2 (1:0) | Viktoria Stolp \|Berlin, Stadion am Gesundbrunnen  |
| 15. April 1934 | SC Preußen Danzig | 1:4 (0:2) | Beuthener SuSV \|Danzig, Albert-Forster-Stadion    |
| 22. April 1934 | Beuthener SuSV    | 1:4 (0:0) | BFC Viktoria 1889 \|Beuthen, Hindenburg-Stadion    |
| 22. April 1934 | Viktoria Stolp    | 3:1 (1:0) | SC Preußen Danzig \|Stolp, Germania-Platz          |
| 29. April 1934 | BFC Viktoria 1889 | 5:2 (3:1) | Beuthener SuSV \|Berlin, Mommsenstadion            |
| 29. April 1934 | SC Preußen Danzig | 1:1 (0:1) | Viktoria Stolp \|Danzig, Polizei-Sportplatz        |
| 06. Mai 1934   | SC Preußen Danzig | 0:3 (0:2) | BFC Viktoria 1889 \|Danzig, Albert-Forster-Stadion |
| 06. Mai 1934   | Viktoria Stolp    | 1:2 (0:1) | Beuthener SuSV \|Stettin, Preußen-Platz            |
| 13. Mai 1934   | Beuthener SuSV    | 1:1 (0:1) | Viktoria Stolp \|Breslau, Sportpark Grüneiche      |
| 13. Mai 1934   | BFC Viktoria 1889 | 5:2 (2:1) | SC Preußen Danzig \|Berlin, Preußen-Platz          |

### Gruppe B
| Pl. | Verein          | Sp. | S | U | N | Tore    | Quote | Punkte |
| --- | --------------- | --- | - | - | - | ------- | ----- | ------ |
| 1.  | FC Schalke 04   | 6   | 4 | 0 | 2 | 016:700 | 2,29  | 08:40  |
| 2.  | VfL Benrath     | 6   | 3 | 1 | 2 | 012:110 | 1,09  | 07:50  |
| 3.  | Werder Bremen   | 6   | 2 | 1 | 3 | 011:170 | 0,65  | 05:70  |
| 4.  | Eimsbütteler TV | 6   | 2 | 0 | 4 | 013:170 | 0,76  | 04:80  |

| Datum          |                 | Ergebnis  | !Stadion                                              |
| -------------- | --------------- | --------- | ----------------------------------------------------- |
| 08. April 1934 | Eimsbütteler TV | 5:1 (5:1) | VfL Benrath \|Hamburg, Stadion Hoheluft               |
| 08. April 1934 | Werder Bremen   | 2:5 (2:3) | FC Schalke 04 \|Bremen, Weserstadion                  |
| 15. April 1934 | Werder Bremen   | 2:2 (1:1) | VfL Benrath \|Bremen, Weserstadion                    |
| 15. April 1934 | FC Schalke 04   | 4:1 (1:1) | Eimsbütteler TV \|Dortmund, Stadion Rote Erde         |
| 22. April 1934 | FC Schalke 04   | 0:1 (0:0) | VfL Benrath \|Bochum, Stadion an der Castroper Straße |
| 22. April 1934 | Eimsbütteler TV | 1:2 (0:1) | Werder Bremen \|Hamburg, Rothenbaum-Stadion           |
| 29. April 1934 | VfL Benrath     | 4:1 (2:1) | Werder Bremen \|Düsseldorf, Rheinstadion              |
| 29. April 1934 | Eimsbütteler TV | 3:2 (0:2) | FC Schalke 04 \|Altona, Platz von Altona 93           |
| 06. Mai 1934   | VfL Benrath     | 4:1 (3:0) | Eimsbütteler TV \|Düsseldorf, Rheinstadion            |
| 06. Mai 1934   | FC Schalke 04   | 3:0 (1:0) | Werder Bremen \|Gelsenkirchen, Glückauf-Kampfbahn     |
| 13. Mai 1934   | Werder Bremen   | 4:2 (3:2) | Eimsbütteler TV \|Bremen, Weserstadion                |
| 13. Mai 1934   | VfL Benrath     | 0:2 (0:1) | FC Schalke 04 \|Duisburg, Wedaustadion                |

### Gruppe C
| Pl. | Verein            | Sp. | S | U | N | Tore    | Quote | Punkte |
| --- | ----------------- | --- | - | - | - | ------- | ----- | ------ |
| 1.  | SV Waldhof 07     | 6   | 3 | 3 | 0 | 019:600 | 3,17  | 09:30  |
| 2.  | Mülheimer SV 06   | 6   | 2 | 2 | 2 | 013:180 | 0,72  | 06:60  |
| 3.  | Kickers Offenbach | 6   | 1 | 3 | 2 | 014:160 | 0,88  | 05:70  |
| 4.  | Union Böckingen   | 6   | 2 | 0 | 4 | 015:210 | 0,71  | 04:80  |

| Datum          |                   | Ergebnis  | !Stadion                                                   |
| -------------- | ----------------- | --------- | ---------------------------------------------------------- |
| 08. April 1934 | SV Waldhof 07     | 6:1 (2:1) | Mülheimer SV 06 \|Mannheim, Stadion                        |
| 08. April 1934 | Kickers Offenbach | 4:1 (1:0) | Union Böckingen \|Offenbach, Bieberer Berg                 |
| 15. April 1934 | Union Böckingen   | 2:4 (1:2) | SV Waldhof 07 \|Stuttgart, Adolf-Hitler-Kampfbahn          |
| 15. April 1934 | Mülheimer SV 06   | 4:4 (2:2) | Kickers Offenbach \|Köln, Radrennbahn                      |
| 22. April 1934 | Kickers Offenbach | 2:2 (1:2) | SV Waldhof 07 \|Frankfurt am Main, Stadion am Riederwald   |
| 22. April 1934 | Mülheimer SV 06   | 2:0 (0:0) | Union Böckingen \|Köln, Radrennbahn                        |
| 29. April 1934 | SV Waldhof 07     | 0:0       | Kickers Offenbach \|Mannheim, Stadion                      |
| 29. April 1934 | Union Böckingen   | 6:2 (2:0) | Mülheimer SV 06 \|Heilbronn, Stadion am See                |
| 06. Mai 1934   | Union Böckingen   | 6:3 (4:0) | Kickers Offenbach \|Heilbronn, Stadion am See              |
| 06. Mai 1934   | Mülheimer SV 06   | 1:1 (1:1) | SV Waldhof 07 \|Köln, Weidenpescher Park                   |
| 13. Mai 1934   | SV Waldhof 07     | 6:0 (4:0) | Union Böckingen \|Mannheim, Stadion                        |
| 13. Mai 1934   | Kickers Offenbach | 1:3 (1:1) | Mülheimer SV 06 \|Frankfurt am Main, Stadion am Riederwald |

### Gruppe D
| Pl.                                                        | Verein               | Sp. | S | U | N | Tore    | Quote | Punkte |
| ---------------------------------------------------------- | -------------------- | --- | - | - | - | ------- | ----- | ------ |
| 1.                                                         | 1. FC Nürnberg       | 6   | 4 | 1 | 1 | 010:400 | 2,50  | 09:30  |
| 2.                                                         | Dresdner SC          | 6   | 4 | 1 | 1 | 016:700 | 2,29  | 09:30  |
| 3.                                                         | Borussia Fulda       | 6   | 1 | 2 | 3 | 007:100 | 0,70  | 04:80  |
| 4.                                                         | Hallescher FC Wacker | 6   | 1 | 0 | 5 | 008:200 | 0,40  | 02:10  |
| für die Platzierung 1 und 2 ist der Torquotient maßgeblich |                      |     |   |   |   |         |       |        |

| Datum          |                      | Ergebnis  | !Stadion                                                            |
| -------------- | -------------------- | --------- | ------------------------------------------------------------------- |
| 08. April 1934 | Borussia Fulda       | 0:0       | Dresdner SC \|Kassel, Hessenkampfbahn                               |
| 08. April 1934 | Hallescher FC Wacker | 0:2 (0:1) | 1. FC Nürnberg \|Magdeburg, Cricketer Sportplatz Jerichower Straße  |
| 15. April 1934 | Dresdner SC          | 7:2 (3:2) | Hallescher FC Wacker \|Dresden, Stadion am Ostragehege              |
| 15. April 1934 | Borussia Fulda       | 1:2 (1:1) | 1. FC Nürnberg \|Fulda, Stadion Johannisau                          |
| 22. April 1934 | Hallescher FC Wacker | 2:1 (0:1) | Borussia Fulda \|Halle (Saale), Wacker-Platz an der Dessauer Straße |
| 22. April 1934 | 1. FC Nürnberg       | 1:2 (1:1) | Dresdner SC \|Nürnberg, Städtisches Stadion                         |
| 29. April 1934 | 1. FC Nürnberg       | 3:0 (3:0) | Hallescher FC Wacker \|Fürth, Ronhof                                |
| 29. April 1934 | Dresdner SC          | 3:1 (1:0) | Borussia Fulda \|Leipzig, Probstheidaer Stadion                     |
| 06. Mai 1934   | Hallescher FC Wacker | 2:4 (1:2) | Dresdner SC \|Halle (Saale), Wacker-Platz an der Dessauer Straße    |
| 06. Mai 1934   | 1. FC Nürnberg       | 1:1 (0:0) | Borussia Fulda \|Nürnberg, Zabo                                     |
| 13. Mai 1934   | Dresdner SC          | 0:1 (0:1) | 1. FC Nürnberg \|Dresden, Stadion am Ostragehege                    |
| 13. Mai 1934   | Borussia Fulda       | 3:2 (2:2) | Hallescher FC Wacker \|Fulda, Stadion Johannisau                    |

- - Quelle: Jenaische Zeitung vom 6. April, Seite 7

## Halbfinale
| Datum         |                | Ergebnis  | !Stadion                                           |
| ------------- | -------------- | --------- | -------------------------------------------------- |
| 17. Juni 1934 | 1. FC Nürnberg | 2:1 (1:1) | BFC Viktoria 1889 \|Leipzig, Probstheidaer Stadion |
| 17. Juni 1934 | FC Schalke 04  | 5:2 (1:0) | SV Waldhof 07 \|Düsseldorf, Rheinstadion           |

## Finale
| FC Schalke 04                                  | FC Schalke 04 | 1. FC Nürnberg | 1. FC Nürnberg |
| ---------------------------------------------- | --- | --- | -------------- |
| FC Schalke 04                                  | \| Sonntag, 24. Juni 1934 in Berlin (Poststadion) \| \| Ergebnis: 2:1 (0:0) \| \| Zuschauer: 45.000 \| \| Schiedsrichter: Alfred Birlem (Berlin) \|                                                              | \| Sonntag, 24. Juni 1934 in Berlin (Poststadion) \| \| Ergebnis: 2:1 (0:0) \| \| Zuschauer: 45.000 \| \| Schiedsrichter: Alfred Birlem (Berlin) \|                                          | 1. FC Nürnberg |
| FC Schalke 04                                  | Hermann Mellage – Hans Bornemann, Ferdinand Zajons – Otto Tibulsky, Fritz Szepan, Valentin Przybylski – Ernst Kalwitzki, Adolf Urban, Hermann Nattkämper, Ernst Kuzorra, Emil Rothardt Cheftrainer: Hans Schmidt | Georg Köhl – Luitpold Popp, Andreas Munkert – Fritz Kreißel, Willi Billmann, Richard Oehm – Karl Gußner, Max Eiberger, Georg Friedel, Josef Schmitt, Willi Kund Cheftrainer: Alfréd Schaffer | 1. FC Nürnberg |
| FC Schalke 04                                  | 1:1 Szepan (88.) 2:1 Kuzorra (90.) | 0:1 Friedel (54.) | 1. FC Nürnberg |
| Sonntag, 24. Juni 1934 in Berlin (Poststadion) | | |                |
| Ergebnis: 2:1 (0:0)                            | | |                |
| Zuschauer: 45.000                              | | |                |
| Schiedsrichter: Alfred Birlem (Berlin)         | | |                |

## Torschützenliste
| Spieler | Spieler            | Verein            | Spiele | Tore |
| ------- | ------------------ | ----------------- | ------ | ---- |
| 1.      | Otto Siffling      | SV Waldhof 07     | 7      | 11   |
| 2.      | Robert Mahlstedt   | Werder Bremen     | 6      | 7    |
| 2.      | Hans Wratzlawek    | Beuthener SuSV    | 6      | 7    |
| 4.      | Helmut Schön       | Dresdner SC       | 5      | 6    |
| 5.      | Kurt Dauda         | BFC Viktoria 1889 | 7      | 6    |
| 6.      | Hermann Nattkämper | FC Schalke 04     | 8      | 6    |
| 7.      | Niering            | BFC Viktoria 1889 | 5      | 5    |
| 8.      | Adolf Grebe        | Kickers Offenbach | 6      | 5    |
| 8.      | Hubert Hönig       | Mülheimer SV 06   | 6      | 5    |
| 8.      | Willi Leugers      | Borussia Fulda    | 6      | 5    |
| 8.      | Herbert Panse      | Eimsbütteler TV   | 6      | 5    |
| 8.      | Karl Schadt        | Union Böckingen   | 6      | 5    |
| 13.     | Richard Oehm       | Mülheimer SV 06   | 8      | 5    |